# Peintures rupestres de la Sierra de San Francisco
Les peintures rupestres de la Sierra de San Francisco font partie d’un ensemble de peintures découvertes dans les cavernes de la péninsule de Basse-Californie, au Mexique. Ces peintures, considérées comme un des plus beaux ensembles d'art rupestre au monde, ont été inscrites sur la liste du patrimoine mondial de l’UNESCO en 1993.

## Historique
La première mention historique de ces grottes est due au jésuite Francisco Javier Clavijero, à l'occasion d'une publication posthume à Rome en 1789.

## Origines
Les traces de présence humaine dans la péninsule remontent au Paléolithique supérieur. C’est pourtant une région au climat difficile et certains archéologues se sont étonnés d’y découvrir une culture préhistorique d’un raffinement aussi exceptionnel. Les archéologues ont baptisé cette culture « el gran mural », la culture de la grande peinture.
Les Guatchimis, un peuple venu du Nord, sont le plus ancien occupant connu de la région. La datation à l'obsidienne de leurs vestiges trouvés sur les sites établit une chronologie étalée entre 100 av. J.-C. et 1300 apr. J.-C.

## Datation
En 2002, le géologue australien Alan Watchman effectua une datation sur les peintures elles-mêmes qui a permis de découvrir que certaines avaient 7 000 ans d'âge. Des datations ultérieures firent même remonter les plus anciennes à 8 ou 9 000 ans.

## Description
Chaque grotte a reçu un nom en rapport avec la nature des peintures qui y furent découvertes : caverne de l’essaim, caverne de la souris, caverne des flèches, caverne de la musique, caverne peinte.
La caverne de la musique est celle qui a le plus intrigué les archéologues. Au plafond, à l’entrée, on peut y voir un ensemble de personnages en mouvement portant des masques sur une trame de formes géométriques. La fresque est, comme les autres, en deux couleurs, rouge et noir. Les interprétations du choix des couleurs, de leur signification, de la trame et du mouvement, sont diverses mais n’ont pas reçu encore d’explications satisfaisantes.
La caverne peinte est la plus grande des cavernes de la région. Elle fait 150 mètres de long et ses parois sont totalement recouvertes de peintures en rouge et noir qui semblent représenter des danses ou des rituels.